# رست ستوب: لا تنظر للخلف
رست ستوب: لا تنظر للخلف (بالإنجليزية: Rest Stop: Don't Look Back)‏ هو فيلم رعب تم انتاجه في الولايات المتحدة و صدر سنة 2008 بطولة جيسي وارد وريتشارد تيلمان و هو الجزء الثاني من سلسلة أفلام الرعب رست ستوب .

## القصة
يعود توم هيلتس من الخارج إلى بلدة ارجيل في تكساس في إجازة لمدة عشرة أيام بهدف البحث عن أخيه جيس الذي اختفى منذ عام أثناء ذهابه إلى كاليفورنيا مع صديقته نيكول.
يسافر توم إلى كاليفورنيا بحثاً عن أخيه في سيارته مع صديقته ماريلينو يتبعه صديقه جاريد في سيارته القديمة.
أثناء سفرهم في الطريق القديم إلى كاليفورنيا يتوقف جاريد في استراحة قديمة ليدخل دورة المياة فيهاجمه سائق شاحنة صفراء، في هذه الأثناء ينتظره كل من توم و ماريلين في الاستراحة التالية.
وهناك يهاجم سائق الشاحنة الصفراء توم و يقوم باختطافه، تشاهد ماريلين شبح نيكول و تدرك أنهم يواجهون قوى شريرة خارقة للطبيعة.

## وصلات خارجية
- رست ستوب: لا تنظر للخلف على موقع IMDb (الإنجليزية)
- رست ستوب: لا تنظر للخلف على موقع ألو سيني (الفرنسية)
- رست ستوب: لا تنظر للخلف على موقع أول موفي (الإنجليزية)
- رست ستوب: لا تنظر للخلف على موقع قاعدة بيانات الفيلم (الإنجليزية)
- رست ستوب: لا تنظر للخلف على موقع ليتربوكسد (الإنجليزية)
- رست ستوب: لا تنظر للخلف على موقع كينوبويسك (الروسية)

رست ستوب: لا تنظر للخلف على IMDb
رست ستوب: لا تنظر للخلف على Rotten Tomatos
1. ↑  مذكور في: قاعدة بيانات الأفلام على الإنترنت. مُعرِّف قاعدة بيانات الأفلام على الإنترنت (IMDb): tt0995863. الوصول: 29 سبتمبر 2022. لغة العمل أو لغة الاسم: الإنجليزية.
2. ↑  مذكور في: قاعدة بيانات الأفلام التشيكية السلوفاكية. لغة العمل أو لغة الاسم: التشيكية. تاريخ النشر: 2001.